# Rod Grizzard
Roderick DeWayne Grizzard, detto Rod (Birmingham, 13 giugno 1980), è un ex cestista statunitense, professionista nella NBDL, in Europa, Asia e Oceania.

## Carriera
È stato selezionato dai Washington Wizards al secondo giro del Draft NBA 2002 (39ª scelta assoluta).

## Palmarès
- Campione NBDL (2003)